# Жуков (город)
Жу́ков — город в Центральном федеральном округе Российской Федерации, административный центр Жуковского района Калужской области. Образует городское поселение город Жуков.

## Физико-географическое положение
Расположен на северо-востоке области в ~12 км к юго-востоку от железнодорожной станции Обнинское, в ~100 км к юго-западу от Москвы и в ~90 км от Калуги, на реке Угодке, притоке Протвы.
Город Жуков является административным и культурным центром одноимённого района. По данным на начало 2015 года, площадь города составляет 10,3 км².

## История

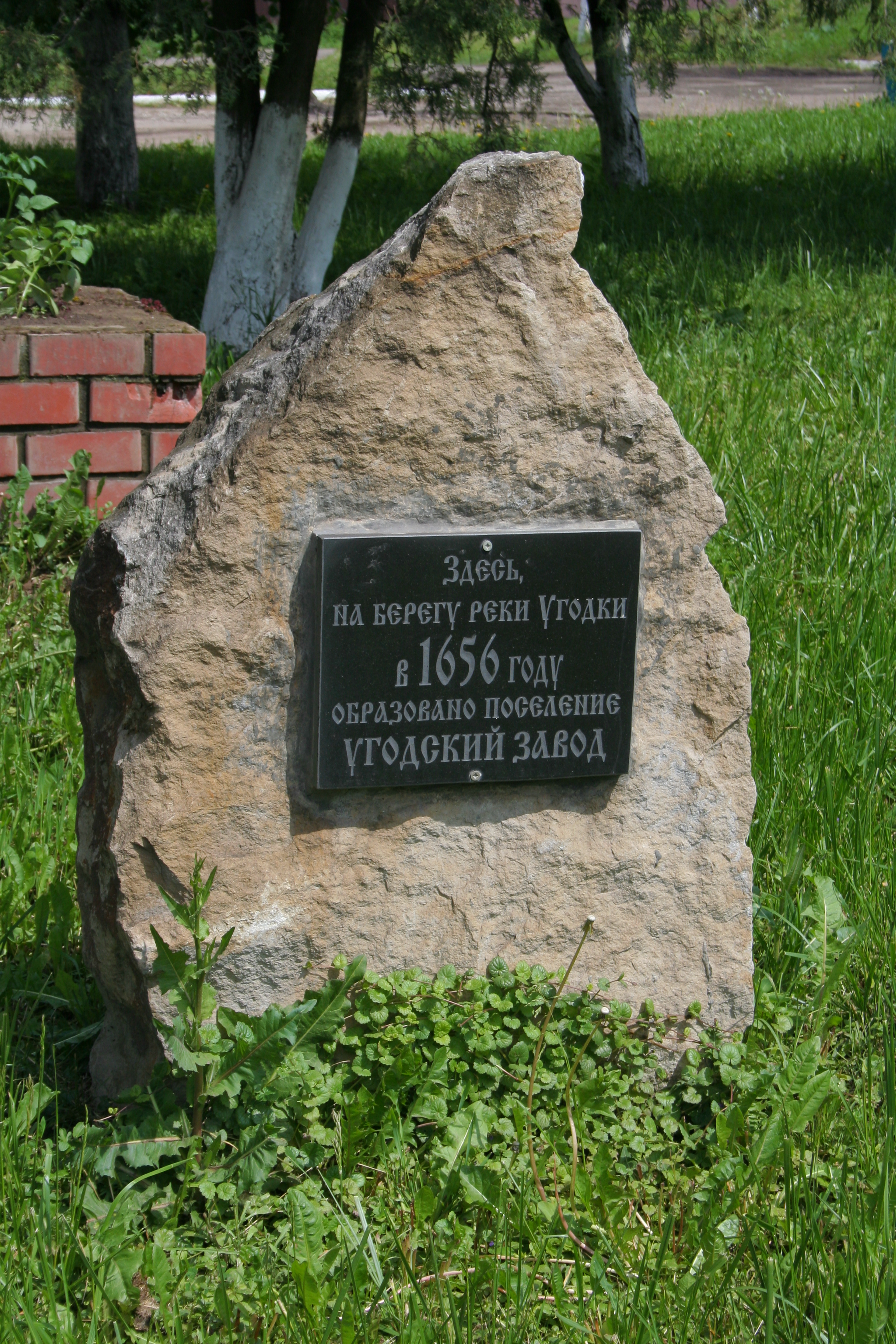
Памятный камень на месте основания города

В древности вятичи занимали болотистые поймы рек Оки, Угры, Лужи, Протвы и Москвы.
Люди пришли сюда в начале первого тысячелетия, что показали раскопки древнего городища, названного Огубским, обнаруженного в 1921 году в пойме реки Протвы.
Ареной жестоких сражений стали в XIII—XV веках сегодняшние калужские и московские земли. Становление Москвы и Московского княжества как центра экономической жизни всей Руси проходило в упорной борьбе против Золотой орды. На берегах рек Нары и Протвы сражались русские дружины с иноземными захватчиками.
В XVII боярин И. Д. Милославский строит в своей вотчине на реках Протва и Угодка в Оболенском уезде небольшой Поротовский доменный железноделательный завод. Уже в 1656 году он передаёт его за 1000 рублей Филимону Акеме и Петру Марселису. В 1659 году завод расширен новым цехом на реке Угодка. Так появился один из первых в России Угодский железоделательный завод, положивший в числе немногих других начало русской горнозаводской промышленности. Портовский завод вскоре прекратил своё действие и в 1680 году его заменили новым цехом на реке Истья. После смерти Ф. Акемы в 1676 году смерти Истенский, Угодские и Поротовские заводы перешли к его племяннику Филимону Елисеевичу Акеме, а затем к внуку — Ивану Филимоновичу Акеме; некоторые заводы отошли к его родственнику Вахрамею Петровичу Меллеру.
По сведениям 1859 года во владельческом селе Угодский торговый завод Малоярославецкого уезда насчитывалось 140 дворов, в которых проживало 943 человека, имелась православная церковь и проводились еженедельные базары.
С начала XX века в селе были построены и действовали: бесплатная библиотека-читальня, театр, женская воскресная школа, амбулатория с аптекой, госпиталь с операционным залом.
В 1913 году Угодско-Заводская земская больница, на Всероссийской гигиенической выставке в Петербурге была признана образцовой, врачу В. Н. Всесвятскому был вручён памятный диплом.
В 1923—1924 годах в селе построена электрическая станция, одна из первых в Подмосковье.
В 1929 году вновь созданный Угодско-Заводской район отошёл к Московской области.
В годы Великой Отечественной войны, во время оккупации, на территории села и в районе был сформирован и действовал партизанский отряд. Комиссару Угодско-заводского отряда Михаилу Гурьянову «за образцовое выполнение боевых заданий командования на фронте борьбы с немецко-фашистскими захватчиками и проявленные при этом мужество и героизм» присвоено звание Героя Советского Союза, посмертно.
С момента создания Калужской области в 1944 году, село Угодский-Завод и район включены в её состав.
С 1962 года, во времена хрущёвских совнархозов, район был упразднён, а его территория была включена в состав Малоярославецкого района, с 1965 года — в состав Боровского.
В 1967 году район восстановлен как самостоятельная административная единица.
В 1974 году Указом Президиума Верховного Совета РСФСР село Угодский завод было переименовано в Жуково, в честь Георгия Жукова, родившегося неподалёку в деревне Стрелковка.
11 июля 1996 года село Жуково было объединено с посёлком Протва, получило статус города и наименование Жуков.
30 ноября 2019, в канун 123-й годовщины со дня рождения Г. К. Жукова городу было присвоено почётное звание «Город воинской доблести».

## Население и демографические показатели
| 1880    | 1897    | 1913    | 1939    | 1959    | 1970    | 1979    | 1989    | 1996    | 2000    | 2001    | 2002    |
| ------- | ------- | ------- | ------- | ------- | ------- | ------- | ------- | ------- | ------- | ------- | ------- |
| 838     | ↘681    | ↗777    | ↗1987   | ↗2226   | ↗2892   | ↗3141   | ↘2888   | ↗4500   | ↗13 500 | ↘13 400 | ↘12 306 |
| 2003    | 2005    | 2006    | 2007    | 2008    | 2009    | 2010    | 2011    | 2012    | 2013    | 2014    | 2015    |
| ↘12 300 | →12 300 | →12 300 | ↘12 200 | ↗12 300 | ↘12 283 | ↘12 131 | ↘12 100 | ↘11 932 | ↗11 986 | ↗12 014 | ↗12 505 |
| 2016    | 2017    | 2018    | 2019    | 2020    | 2021    | 2023    |         |         |         |         |         |
| ↗12 844 | ↗13 251 | ↗13 576 | ↘13 569 | ↗13 727 | ↗16 224 | ↘15 656 |         |         |         |         |         |

На 1 января 2025 года по численности населения город находился на 773-м месте из 1124 городов Российской Федерации.

## Планировка и застройка
В городе видны различия в архитектурно-планировочной структуре микрорайонов.
Микрорайон «Протва» закладывался на базе промышленного предприятия машиностроительного профиля, построенного здесь в 1957 году. Этому микрорайону присущи черты городов в СССР 1960-х годов. Это капитальные (четырёх-, пятиэтажная) типовая жилая застройка, объекты торговли, культуры и быта.
До 1996 года нынешний микрорайон «Протва» имел статус посёлка городского типа в котором не существовало генерального плана развития, отсюда и просчёты в планировке. Квартальная жилая застройка вдоль магистрали, отсутствие (до 2008 г.) общественного центра, парковой зоны и территорий отдыха общего пользования. На данный момент созданы три крупные детские площадки, парк, хоккейное поле и спортивное поле.
Микрорайон «Угодский Завод» сохраняет черты исторически сложившегося населённого пункта — села Угодский Завод: одноэтажная, в основном, деревянная жилая застройка, частая сетка улиц, мелкие кварталы. Сформировался общественный центр в составе дома культуры, магазинов, библиотеки, дома быта, гостиницы.

## Образование
По состоянию на 2017 год в городе Жуков действуют:
- 2 дошкольных образовательных учреждений;
- 2 общеобразовательные школы:
  - Средняя общеобразовательная школа № 1 имени генерал-полковника С. Ф. Романова;
  - Средняя общеобразовательная школа № 2 имени академика А. И. Берга
- 2 учреждения дополнительного образования.
- 1 средне-специальное учебное заведение.

Библиотеки
- Центральная районная библиотека им. Н. Н. Ремизова[35];
- Детская районная библиотека;
- Протвинская городская библиотека.

## Достопримечательности
Самая известная достопримечательность города — мемориальный комплекс, возведённый в честь полководца Маршала Советского Союза четырежды Героя Советского Союза Георгия Константиновича Жукова, с парадной лестницей, ведущей к подножию памятника.
Мемориал в настоящее время представляет собой комплекс, в состав которого входят: здание музея с площадью для проведения парадов с выставкой образцов военной техники и регулярный парк — сквер с малыми архитектурными формами.
В мемориальном музее находится уникальная диорама Великой Отечественной войны. Диорама была вывезена из Германии и планировалась к установке в музее Победы на Поклонной горе. По стечению обстоятельств не подошла по размерам — была ниже и шире, чем необходимо уже построенному музею. Тогда было принято решение, так как музей в г. Жукове ещё не достроен, сделать к нему пристройку по размерам диорамы и разместить её в музее.

## Экономика

### Промышленные предприятия и учреждения
- ОАО «Жуковомолоко»
- Жуковский завод металлоконструкций
- ООО «Лесные ресурсы»
- ГПКО «Жуковский лесхоз»
- ГКУКО «Жуковское лесничество»
- ГБУ КО «Жуковская ветстанция»
- Жуковское пассажирское автотранспортное предприятие

- ОАО «Калужский научно-исследовательский радиотехнический институт» (КНИРТИ)
- ПФ «Европан»

## Транспорт
Через город проходит автодорога 29К-012 «Белоусово — Высокиничи — Серпухов». Железных дорог в городе и районе нет.
Пассажирские перевозки автомобильным транспортом на территории города и района осуществляются муниципальным предприятием «Жуковское ПАТП» и частными лицензированными перевозчиками.
Внутригородские автобусные маршруты в городе Жукове в настоящее время обслуживаются автобусами малого класса и маршрутными такси. На улицах Ленина и Советская наиболее интенсивное движение пассажирского автотранспорта с остановками в пределах жилой застройки.
Налажено регулярное сообщение междугородними автобусами с городами области, Центрального региона и Москвой.
«Транспортная подвижность» населения в среднем по району, составляет в настоящее время около 311 поездок в год, что определяет объём пассажирских перевозок по городу, — около 6,22 тыс. пассажиров.
| Жуков. В центре города |

## Известные люди

### В городе родились
Всесвятский Владимир Николаевич (1913—1989) — ветеран труда, лауреат Государственной премии СССР, почётный полярник. Почётный полярник Морфлота СССР, Почётный гражданин города Дудинки (1973), Почётный гражданин города Норильска (1975).
Горупай Павел Иванович (1950) — генерал-лейтенант, начальник Центрального управления ракетного топлива и горючего Министерства обороны Российской Федерации (1992—1999), инспектор группы инспекторов заместителя министра обороны РФ.
Гриб Виктор Николаевич (1960—2017) — российский инженер-физик, экономист и государственный деятель, Генеральный директор КНИРТИ (1913—2016), председатель Законодательного Собрания Калужской области (2016—2017).
Лахтин Владимир Николаевич (1924—1989) — советский архитектор-градостроитель, педагог. Доктор архитектуры (1973), профессор (1975). Член Союза архитекторов СССР (1953).
Мартынова Ирина Александровна (1989) — российская спортсменка, МСМК по гиревому спорту (2016). Чемпионка и рекордсменка мира, неоднократная победительница первенства и Кубка России. Кандидату в мастера спорта по армрестлингу и пауэрлифтингу.
Пянко Ирина Александровна (1980) — российская спортсменка-гиревик. Трёхкратная чемпионка мира и Европы по гиревому спорту.
Рогачёв Дмитрий Дмитриевич (1885—1963) — советский военачальник, контр-адмирал (1941), участник Гражданской и Великой Отечественной войн.
Селивёрстова Татьяна Андреевна (1991) — актриса театра и кино.

### В городе учились
Говердовский Андрей Александрович (1959) — советский и российский физик. Генеральный директор Физико-энергетического института (2013—2020), доктор физико-математических наук. В 1976 году окончил среднюю школу в посёлке Протва Калужской области.
Батугин Сергей Андриянович — доктор технических наук, профессор, действительный член Академии наук Республики Саха (Якутия), заслуженный деятель науки РС(Я), главный научный сотрудник лаборатории проблем рационального освоения минерально-сырьевых ресурсов Института горного дела Севера им. Н. В. Черского Сибирского отделения Российской академии наук. Известный в стране и за рубежом учёный в области горного дела. В 1952 году окончил с серебряной медалью Угодско-Заводскую среднюю школу Калужской области.

### В городе работали
Берг Аксель Иванович (1893—1979) — советский учёный-радиотехник и кибернетик, основоположник отечественной школы биологической кибернетики и биотехнических систем и технологий, адмирал-инженер, заместитель министра обороны СССР. Основатель на берегах Протвы испытательного полигона средств противодействия. 17 сентября 1957 года полигон реорганизовали в филиал Центрального научно-исследовательского института — 108. Почётный гражданина г. Жукова.
Качанов Евгений Сергеевич (1938) — российский учёный, изобретатель, лауреат Государственных премий СССР (1977) и УССР (1983). Генеральный директор КНИРТИ (1989—2013), кандидат технических наук.
Никифоров Лев Константинович (1936—2021)— советский и российский тяжелоатлет, тренер по тяжёлой атлетике. Заслуженный тренер РСФСР, Мастер спорта СССР. Первый директор СШ «Маршал».

### Похороненные в городе
Гурьянов Михаил Алексеевич (1903—1941) — участник Великой Отечественной войны, комиссар партизанского отряда, действовавшего на временно оккупированной территории Калужской области, Герой Советского Союза. Похоронен в селе Угодский Завод где установлены бюст Героя и мемориальная доска.

## Статьи и публикации
- Онлайн выставка. с. Угодский завод — г. Жуков // Государственный музей Г. К. Жукова : официальный сайт. — 2015. — 16 марта. — Дата обращения: 19.07.2016.
- Александр. Л. Станция Угодский Завод – конечная (Серпуховская УЖД) // Коллекция маршрутов : Блог о путешествиях. — 2016. — 3 апреля.